# Красное (Красновский сельский округ)
Красное — село в Пошехонском районе Ярославской области России. 
В рамках организации местного самоуправления входит в Пригородное сельское поселение, в рамках административно-территориального устройства является центром Красновского сельского округа.

## География
Расположено в 14 км к северо-востоку от центра города Пошехонье.

## Население
| 2002 | 2007 | 2010 |
| ---- | ---- | ---- |
| 61   | ↗66  | ↘64  |

Согласно результатам переписи 2002 года, в национальной структуре населения русские составляли 100 % от всех жителей.

## Инфраструктура
Фельдшерско-акушерский пункт (филиал Пошехонской центральной районной больницы).

## Общественный транспорт
Красное обслуживается пригородными автобусными маршрутами №№ 105 Пошехонье — Андрюшино, 112 Пошехонье — Ларионово, 120 Пошехонье — Спас.